# گرده‌سنگ (اهر)
گرده‌سنگ یکی از روستاهای استان آذربایجان شرقی است که در دهستان ورگهان بخش مرکزی شهرستان اهر واقع شده‌است.